# Román Miklós
Román Miklós, születési nevén Rennberger Miklós (Budapest, 1879. június 8. – Budapest, 1945. január 15.) magyar építész.

## Életpályája
Óbudai és aszódi zsidó családban született, édesapja Rennberger Adolf, édesanyja Schäffer Laura volt. A család 1900-ben vette fel a Román vezetéknevet. Miklós oklevelét 1901-ben, a Budapesti Műegyetemen szerezte. Állami ösztöndíjjal olaszországi tanulmányutat tett, majd járt Németországban és Franciaországban. 1902 körül Málnai Bélával együtt Lajta Béla irodájának munkatársa volt. 1903-ban nyitott irodát a Visegrádi utca 4. szám alatt. Ekkor rövid ideig Málnai Bélával volt társas viszonyban. 1906 és 1926 között öccsével, Román Ernővel együtt dolgozott. Ezalatt körülbelül nyolcvan budapesti bérházat, villát, kisebb ipari üzemeket terveztek.
Közös irodájuk az általuk tervezett Papnövelde utca 8. szám alatt volt. Legszebb és nagyrészt késő szecessziós, egyedi épületeik 1908 és 1914 között épültek, akárcsak a hasonló stílusban alkotó Löffler fivéreké. A Román fivérek az első világháború előtt Lajta Béla követői voltak, Miklós 1902 körül és Löffler Béla 1903 és 1910 között a Lajta-iroda munkatársai voltak. Akkori munkáikon egyértelműen észrevehető Lajta hatása: a nemzeti romantika elemei (népművészeti motívumok, boglyaformák és faragott tornácok) átszűrődnek a korabeli bérházépítészeten. A magyar népművészeti formakincset a bécsi késő szecesszió, Lajta Béla és Kozma Lajos hatására már art déco felé hajló geometrizáló mintákba, újraértelmezve használják fel épületeik homlokzatain és belső részein. Míg Lajta továbblépett az őt követő munkatársain, – mert már sokkal hamarabb a szerkezetiségre figyelt az épületeinél –, addig a Román fivéreknek fontosabb volt az ornamentika használata.
A fivérek életművét a virágos szecesszió (1903–1907), a késő szecesszió (1908–1923), az 1920-as években új historizmussal keveredő késő szecesszió és art déco (expresszionizmus, kubizmus), 1930 környékén az art déco, míg 30-as években és a 40-es évek elején a visszafogott modernizmus jellemzi. Egyik legnagyobb megbízójuk a Hitel- és Leszámítoló Bank Rt. volt, melynek több bérházat is terveztek 1909 és 1914 között, nagyobbrészt a Nagyenyed, Kékgolyó és Greguss utcák által határolt tömbben, ahol 8+1 épületük is áll, közülük az egyik két utcára nyitott udvarú átjáróház. Az 1926-os különválásuk után Miklós a Papnövelde utcai irodában maradt, majd későbbi irodája a Tátra utca 11. szám alá került.
Figyelemre méltó, egyedi munkájuk Budapesten az Aranykéz utca és Régi posta utca sarkán található Bátori-féle üzlet- és lakóház (1912 körül), amely moreszk tömegformájában és részleteiben rokonságot mutat a katalán modernismo Antoni Gaudí (Casa Vincens, 1886–1889) és Lluís Domènech i Montaner (Casa Fuster, 1908) által tervezett szintén moreszk hatású épületeivel. Siófokra tervezett nyaralóik helye és állapota egyelőre ismeretlen. Aszódi zsinagógája tervpályázatát édesanyja aszódi származása által nyerhette el (1907–1908). Az aszódi közösség 1944-es elhurcolása után a szovjet hadsereg katonái gyalázták meg a zsinagógabelsőt és azt az 1950-es évek elején magárahagyatottan, romos állapotban bontották el.
Második felesége 1931-től Czeisel Olga volt, akitől két év múlva elvált. Ekkor a Pannónia utca 30-ban lakott. 1945 januárjában nagy valószínűséggel a vészkorszak áldozata lett.

## Önálló és testvére közreműködése nélküli művei

### Ismert épületei
- 1903. Győr, Szent István út 5., Kereskedelmi és Iparkamara. Pályázat I. díj és kivitel (Málnai Bélával)
- 1903. Budapest, Hajós utca 32., Szegő Gáspár üzlet- és bérháza (Málnai Bélával)
- 1905. Budapest, Holló utca 12. – Madách Imre út, Róth-ház
- 1905. Budapest, Kiss János altábornagy utca 21., n. Szegő Árpád úr bérháza
- 1926. Budapest, Pasaréti út 55–57., kétlakásos ikervilla
- 1927. Budapest, Érmelléki utca 1., Dr. Somló Arnold és felesége, Reiszmann Szerén villája
- 1927 k. Budapest, Fecske utca 5., emeletráépítés
- 1927. Budapest, Kenyeres utca 14., szintráépítések
- 1927. Budapest, Lehel utca 19., szintráépítés
- 1927. Budapest, Böszörményi út 3/C., bérház [átépítve]
- 1930. Budapest, Bihari utca 12–14. – Horog utca 24–26. – Fokos utca 1–17–18. – Szállás utca 11.
- 1930. Budapest, Visegrádi utca 31. [átalakítva]
- 1930 k. Budapest, Tábornok utca 11/B. – Őrnagy utca 14. [teljesen átalakítva]
- 1931. Budapest, Őrnagy utca 12. [átalakítva]
- 1932. Budapest, Hajlék utca 10., lakóház
- 1933–1934. Budapest, Pannónia utca 46/A. bérház
- 1934. Budapest, Attila út 67. – Logodi utca 12., Jellinek Adél lakásátalakítása
- 1936. Budapest, Budafoki út 72., emeletráépítés
- 1936. Budapest, Kökörcsin utca 3., lakóház
- 1936. Budapest, Retek utca 19., a MIKéFE (Magyar Izraelita Kézmű és Földművelési Egyesület) bérháza
- 1937. Budapest, Alig utca 12., bérház
- 1940. Budapest, Uszály utca 5.
- 1941. Budapest, Alig utca 10. bérház
- 1941–1942. Budapest, Lágymányosi utca 28. – Stoczek József utca 15.

### Tervek, emlékművek; elpusztult, azonosítatlan és bizonytalan épületek
- 1905. Pozsony [SK], Első Takarékpénztár, Pályázat III. díj (Grosz Alfréddal)
- 1906. Nagyvárad [RO], „Fekete Sas” szálloda pályaterve
- 1907–1908. Aszód, Zsinagóga [elpusztult]
- 1909. Győr, Győri Első Takarékpénztár tervpályázata
- 1919-1920 körül. Szeged, Szikra gyufagyár [szerzősége bizonytalan]
- 1928. Budapest, Nagy Lajos király útja 169. (volt Hajtsár utca 145.), Soós András szűcsárúgyárának toldaléka [elpusztult]
- 1929. Budapest, Mészáros utca 60/C – Aladár utca 21., bérház [elpusztult]
- 1932. Budapest, Bimbó út 43., Fodor István emeletes családi háza [szerzősége bizonytalan]
- 1932. Budapest, Szállás utca 16/A, kétemeletes bérház terve
- 1932. Budapest, Pannónia utca 30. – Radnóti Miklós utca 23., kirakatszekrény Berger Károlyné részére [elpusztult]

## Testvérével, Ernővel együttesen alkotott műveik

### Ismert épületeik
- 1908. Siófok, Batthyány utca 27., Reisz Henrik nyaralója [átalakítva]
- 1909. Budapest, Thököly út 57/A, Magyar Acetilénlámpa Rt. villája
- 1909. Budapest, Bíró utca 6/D, Farkas-villa
- 1909–1910. Budapest, Papnövelde utca 8., Hitel- és Leszámítoló Bank Rt. lakóháza
- 1909–1911. Budapest, Irányi utca 27. – Cukor utca 1., gr. Karátsonyi Jenő és gr. Karátsonyi Aladár bérháza
- 1910. Budapest, Angol utca 83., Vajda Imre bérháza (átalakítva)
- 1910. Budapest, Síp utca 7., Goldscheider-ház
- 1910. Budapest, Visegrádi utca 62. – Gogol utca 28., Magyar Vacuum Cleaner üzlet-és raktárháza
- 1910. Budapest, Révay utca 16. (most Bálint Ház)
- 1910–1911. Budapest, Falk Miksa utca 15.
- 1910–1911. Budapest, Wesselényi utca 24. – Nagydiófa 22–24.
- 1911. Budapest, Reáltanoda utca 9., gr. Karátsonyi Jenő és gr. Karátsonyi Aladár bérháza
- 1911. Budapest, Október 6. utca 15., Schiffer-ház
- 1911. Budapest, Falk Miksa utca 24–26. – Balaton utca 5., Schiffer-ház
- 1911. Budapest, Akácfa utca 4., bérház és Valter-mozgó
- 1911–1912. Budapest, Alkotás utca 39/A – Kiss János altábornagy utca 22.
- 1911–1912. Budapest, Kresz Géza utca 19. [teljesen átalakítva]
- 1912 k. Budapest, Aranykéz utca 2. – Régi posta utca 8., Bátori-féle üzlet- és lakóház
- 1912. Budapest, Akácfa utca 13.
- 1912 k. Budapest, Greguss utca 4., Gulden-ház
- 1913. Budapest, Greguss utca 6.
- 1913 k. Budapest, Greguss utca 12. – Kékgolyó utca 24.
- 1913 k. Budapest, Radnóti Miklós utca 25. – Tátra utca 19., Pollák-káz
- 1913 k. Budapest, Lehel utca 4/C., Fábián-ház
- 1913. Budapest, Nagyenyed utca 11–13. – Kékgolyó utca 26–28., Hitel- és Leszámítoló Bank Rt. lakóházai
- 1913. Budapest, Rumbach Sebestyén utca 6. – Dob utca 8., Glücksmann-ház
- 1913. Budapest, Kőrösi Csoma sétány 1.
- 1913–1914. Budapest, Csengery utca 61., Jellinek-ház
- 1914. Budapest, Pannónia utca 30. – Radnóti Miklós utca 23., lakóház
- 1914. Budapest, Nagyenyed utca 3., Hitel- és Leszámítoló Bank Rt. lakóháza
- 1914. Budapest, Greguss utca 3.
- 1914. Budapest, Greguss utca 8. (Sachsel Jenő homlokzat átalakításával)
- 1914. Budapest, Greguss utca 10.
- 1914. Budapest, Víg utca 15., Janács-ház
- 1914–1915. Budapest, Királyhágó tér 1. – Böszörményi út 11/B.
- 1922. Budapest, Villányi út 78. – Bajmóci út 1., Humanic bőrgyár rt. 3 db emeletes tisztviselőházai
- 1923. Budapest, Csermely út 9., Griesz Arnold úr nyaralója
- 1923–1924. Budapest, Vágány utca 2., Kaszab Poliklinika – Pesti Izraelita Hitközség orvosi rendelőintézete [teljesen átalakítva]
- 1924. Budapest, Hungária körút 171–173. – Erzsébet királyné útja 4.
- 1924. Budapest, Klauzál utca 30. – Nyár utca 29., Landesmann kaszinó és lakóház
- 1925–1926. Budapest, Szövetség utca 41., Rendőri Gyermekbíróság otthona, egy 1889-es ház átalakítása

### Tervek, emlékművek; elpusztult, azonosítatlan és bizonytalan épületek
- 1906. Sátoraljaújhely, Magyar Ált. Hitelbank háza
- 1906. Belényes [RO], egy emeletes városi vendéglő és szálloda, Pályázat I. díj
- 1907. Zombor [SRB], Függetlenségi Kör székháza, Pályázat, megvétel
- 1907 k. Siófok, Batthyány utca 17., villa [szerzőségük bizonytalan]
- 1908. Budapest, Váralja utca 4. (korábban Logodi utca 21.), Ervin Kálmán villája [elpusztult, a belső berendezés is a Román-testvérek terve alapján készült]
- 1908 k. Siófok, dr. Erdélyi-nyaraló [helye és állapota ismeretlen]
- 1908 k. Siófok, Glass-nyaraló [helye és állapota ismeretlen]
- 1909–1910. Budapest, Tigris utca 6., Klinger Lipót és Barna József kétemeletes háza [elpusztult]
- 1910 k. Budapest, Páva utca, zsinagóga terve
- 1910 k. Budapest, Krisztina körút 7. [közreműködésük bizonytalan]
- 1910. Siófok, Községháza és Balatonvidéki Takarékpénztár [elpusztult]
- 1922–1923. Budapest, Mihály utca 4., villa [elpusztult]
- 1924–1927. Budapest, Kelenhegyi út 49., villa [állapota ismeretlen]
- 1929–1930. Budapest, Mészáros utca 60/C, bérház (elpusztult)